# 怨霊 (プロレスラー)
怨霊（おんりょう、霊界元年5月27日 - ）は、日本のプロレスラー。あの世で生まれた（ギミック）幽霊である（背中に幽霊の刺青を施している）。

## 人物
- 出身地を「あの世」としているが、実際には群馬県太田市出身。
- 耽美系ゴシックホラーをイメージした、白塗りの顔にメイク、髪を赤や紫に染めた容貌が特徴。体からは動くたびに粉のような煙を吹き出すが、これはエクトプラズム[1]とのことである。
- 本名は非公開であるが、過去にウルフ小澤というリングネームを名乗っていたことや、佐藤悠己から「小澤さん」などと呼ばれることから、その姓については小澤（おざわ）ではないかと言われており、リッキーフジとのyoutube対談では堂々と「小澤正です」と名乗っている[2]。

。ただし、SNSでは怨霊の写真、並びに怨霊という名前を添えて本名で登録している。
- ごく稀に赤塗りになる時もあり、リングネームはリアル怨霊になる。
- イベント時など稀に、生前の姿で人前に姿を現すことがある。本人曰く『怨霊というキャラは嫌い』との事である。

## 経歴
東海大学在学中の1992年、学生プロレスで「ウルフ小澤」のリングネームで名を馳せる（ギミック上はデビュー前の経歴は「生前」の話とされている。）。
1995年3月31日、熊谷市民体育館レッスル夢ファクトリー旗揚げ戦にて、対ザ・ウルフ、オリンピコ戦でデビュー（パートナーはザ・マッドネス）
2000年4月に行われた第3回スーパーJカップに出場。登場時は奇抜な色物と思われたが、鋭い闘いを見せカレーマンから金星を取り知名度をあげた。また、前後で週刊プロレスの投稿コーナー『あぶない木曜日』の読者投稿で「ペイント取ると（素顔は）イケメンでは？」という噂があがり、女性人気を獲得。
Jカップ出場に際し他の参加選手より「ヘビー級ではないか」との物言いがついたが、公の場で計量を実施、「体重0kg」という結果で無事出場権を得た。
レッスル夢ファクトリーを退団後、FMW、フリー、WMFと団体を渡り歩いた。
2003年12月、バカ社長ことクレイジーSKBと共に666（トリプルシックス）を旗揚げし、プロデューサーに就任。大日本プロレスでは、東海大学の先輩MEN'Sテイオーとタッグを組んだ。
2007年、666にて誤って生き返ってしまう。新人レスラー「ウルフ小澤」として再デビューした。ただし、大日本等、他団体参戦時は、「怨霊」で試合をする。
2011年3月27日、矢野啓太よりワラビーTV王座のベルトを譲渡され、7月2日にc.W.o興行・イサミレッスル武闘館にて防衛戦を行い磯英弥に反則で敗れるが、裁定によりベルトは防衛した。
2014年8月16日、新木場1stRINGでデビュー二十執念記念大会を開催。
2020年6月27日、新木場1stRINGでデビュー二十五執念記念大会において、宮本裕向が持つ666認定無秩序無差別級王座に挑戦。勝利し第2代王者となる。
2021年6月6日、新木場1stRING大会にて先輩を相手に無秩序無差別級王座を防衛。
2023年3月1日開催の『ジュニア夢の祭典 〜ALL STAR Jr. FESTIVAL 2023〜』では第2試合タッグマッチに出場。

## 得意技
幽霊さながらに不気味にたたずんでいるが、突如素早い動きを見せる。テクニカルな技と飛び技を得意とし、特に丸め込み技を仕掛けるタイミングと速度は絶妙であり、関係者から高い評価を受けている。
怨霊ドライバー
タイガードライバーと同じ技
垂直落下式の別バージョンも使用。
怨霊バックブリーカー
怨霊クラッチ
変形の横十字固め。怨霊のこれは足で押さえるのではなく、足で挟む。
66ロック
クルクルエルボー
死の灰攻撃
ベビーパウダーで相手を目くらまし。別名「エクトプラズム」。
マッドハンド
自分がフォールされたときにカウントを叩くレフェリーの手を止めてしまうというとんでもない技

## タイトル歴
- WEWタッグ王座（第11代。パートナーはGOEMON）
- WEWハードコアタッグ王座（第7代。パートナーはGOEMON）
- WMF認定ジュニアヘビー級王座（第4代）
- UWA世界ミドル級王座（第39代）
- 日本インディペンデントクルーザー級王座（第3代）
- ワラビーTV王座
- 666認定無秩序無差別級王座（第2代、第7代）
- 666認定きかんしゃ級王座（第18代）